# 10 Pułk Grenadierów (Imperium Rosyjskie)
10 pułk grenadierów (ros. 10-й гренадерский Малороссийский генерал-фельдмаршала графа Румянцева-Задунайского полк) – pułk piechoty okresu Imperium Rosyjskiego.

## Charakterystyka
Sformowany w 1756. Stacjonował między innymi w m. Włodzimierz.

 W przededniu I wojny światowej pułk etatowo posiadał cztery bataliony po cztery kompanie oraz kompanię tyłową. Kompania piechoty czasu wojny liczyła około 240 żołnierzy i 4–5 oficerów. Na szczeblu pułku występował także pododdział karabinów maszynowych (8 km), łączności (w tym 14 konnych gońców i 21 telefonistów) i zwiadowczy (64 zwiadowców, w tym 4 kolarzy). W sumie pułk liczył około 4000 żołnierzy.
Rozformowany w 1918.

## Podporządkowanie
Lipiec 1914:
- Korpus Grenadierów – Moskwa
  - 3 Dywizja Grenadierów – Moskwa
    - 1 Brygada Grenadierów 
      - 10 pułk grenadierów – Włodzimierz.